# Florence Nightingale – Ein Leben für den Nächsten

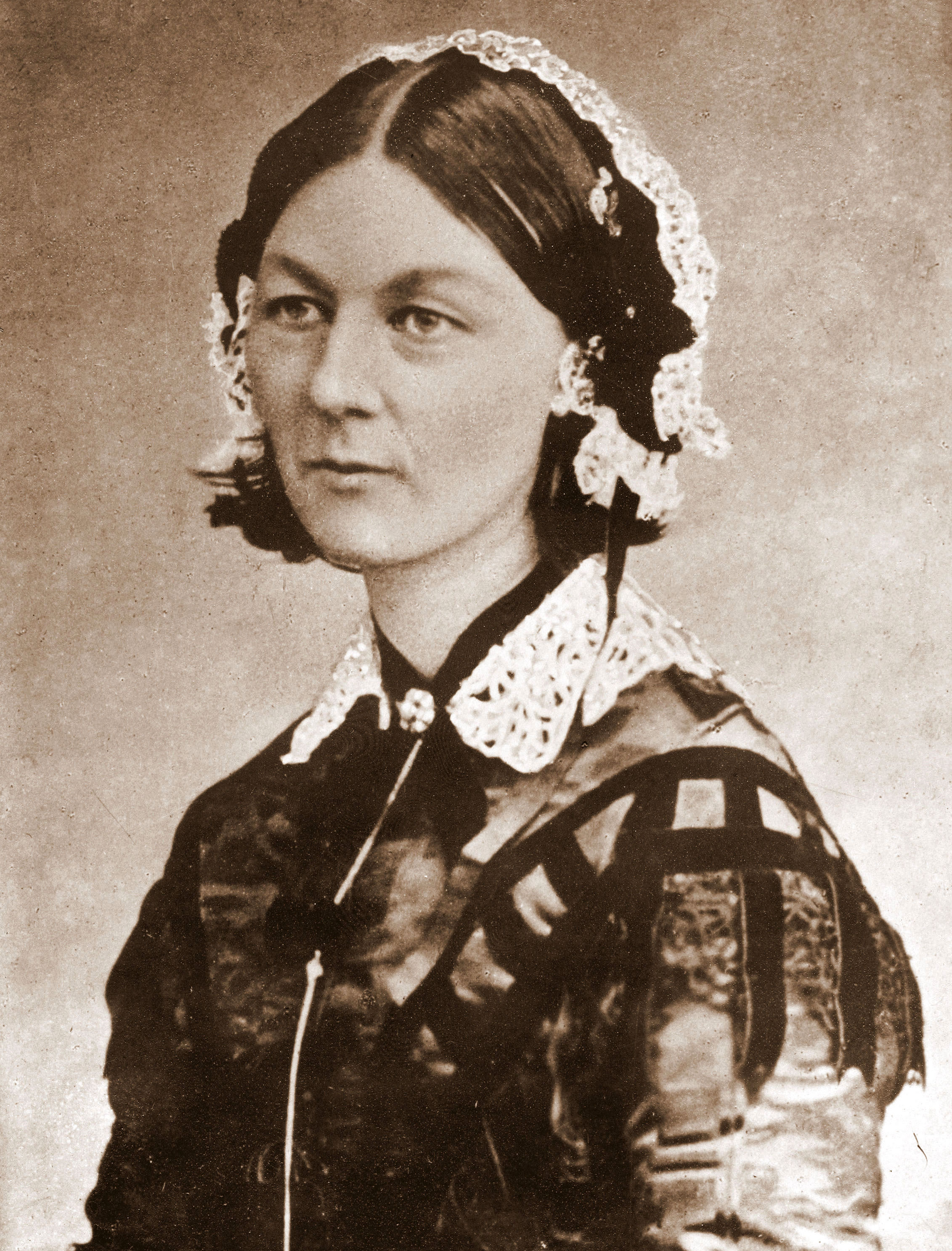
Historische Persönlichkeit Florence Nightingale gegen 1860

Florence Nightingale – Ein Leben für den Nächsten ist ein US-amerikanischer Schwarz-weiß-Spielfilm aus dem Jahr 1951 von Herbert Wilcox. Die Deutsche Erstausstrahlung erfolgte am 26. November 1961 und wurde um über 20 Minuten gekürzt.
Die Geschichte des Films beschreibt das Wirken von Florence Nightingale während des Krimkrieges mit Anna Neagle in der Hauptrolle und ist eine Neuverfilmung von The White Angel.

## Handlung
Die junge Florence Nightingale lebt im England der 1850er Jahre und entstammt der sogenannten besseren Gesellschaft. Richard M. Milnes möchte, dass Florence ihn heiratet, aber sie strebt nach einer sinnvolleren Aufgabe als nur eine Ehefrau zu sein. Sie fühlt sich von Gott dafür auserkoren zu sein, sich der Krankenpflege zu widmen. Ihre Familie kann dies ganz und gar nicht verstehen, denn dafür wäre man in ihren Kreisen nicht vorgesehen. Frauen hätten ihren Platz in der Familie und nicht in der Berufswelt. Doch Florence kümmert sich nicht darum, sondern versorgt lieber die kranken Menschen im Ort. Immer wieder versucht sie ihrer Familie und deren Freunde die desaströsen Zuständen der medizinischen Versorgung in den Lazaretten nahe zu bringen und dass hier der Einsatz von weiblichem Personal sehr hilfreicher wäre. Das stößt auf großen Widerspruch, denn nach Ansicht der Verantwortlichen, wäre das für die Soldaten eine zu große Versuchung an ihre moralischen Werte.
Doch Florence will nicht weiter im Luxus leben, wenn sie um sich herum so viel Leid sehen muss. Sie entschließt sich als Pflegerin in das Salisbury Hospital zu gehen, doch unerwartet erhält sie von Minister Sidney Herbert das Angebot den Posten der Oberin im „Hospitals für adlige Damen“ anzunehmen. Mit großer Freude sagt sie zu und erfüllt ihre Aufgabe dort mit großem Erfolg. Ihre Ausbildung als Krankenschwester, bei der sie die Bedeutung von gewissenhafter Hygiene und strikter Disziplin gelernt hatte, kommt ihr dabei sehr zugute.
1853 bricht der Krimkrieg aus, in den sich England zusammen mit Frankreich 1854 einschalten. Aufgrund negativer Kriegsberichte der Kriegsberichterstatter über die mangelnden Zustände des Militärhospitals von Scutari (heute Selimiye-Kaserne in Üsküdar), beauftragt Sidney Herbert Florence Nightingale geeignete Krankenschwestern für dieses Hospital zu finden. Sie erhält die Erlaubnis, sich persönlich um die verwundeten Soldaten zu kümmern und so reist sie im Oktober 1854 in Begleitung von 38 Krankenschwestern und Nonnen, die sie persönlich aufgrund ihrer Eignung und Befähigung ausgewählt hatte, in das Militärhospital von Scutari. Dort angekommen steht ihr der leitende Arzt sehr abweisend gegenüber und so bleiben zunächst nur einfache Reinigungs- und Küchenarbeiten für die Frauen. Solange Florence Nightingale die Genehmigung von ihm nicht bekommt, die Kranken zu versorgen, darf sie nicht eingreifen. Nach drei Tagen kann sie es nicht mehr mit ansehen, dass verwundete Männer verbluten, nur weil die wenigen Ärzte es nicht schaffen die Verwundeten zu versorgen. Nicht einmal Wasser dürfen die Schwestern den Männern geben, weil es nicht ihre Aufgabe ist. Glücklicherweise ist gerade ein Kriegsreporter im Haus, dem gegenüber sich der leitende Arzt positive über die hilfreiche Unterstützung der Schwestern äußert. Damit ist der Bann gebrochen und die Frauen können endlich die Arbeit tun, für die sie ausgebildet sind. Allerdings fehlen unzählige materielle Hilfsmittel wie Hemden, Betten, Wärmflaschen, Handtüchern, Kopfkissen, Essgeschirr und vieles mehr. So muss sie sich nun auch noch mit dem Quartiermeister anlegen, der ihr diese Materialien verweigert, weil es seine Kriegsvorschriften nicht gestatten. So wendet sie sich direkt an den englischen Botschafter in Konstantinopel, doch muss sie erfahren, dass ihm Bälle und Vergnügungen wichtiger sind als das Wohl der Soldaten, die für ihr Land kämpfen. Einen weiteren Rückschlag erleidet die Arbeit, als eine der jüngeren Schwestern unbesonnen einen Brief an ihre Tante schreibt und sehr negativ über die Zustände in dem Hospital berichtet. Das führt sogar dazu, dass im britischen Unterhaus Minister Sidney Herbert seines Amtes enthoben wird. Florence Nightingale wird außerdem schwer krank, doch sie erfährt höchste Wertschätzung von Soldaten, die dank ihrer aufopfernden Pflege gesund geworden waren. Obwohl sie zurück nach England gebracht werden soll, um wieder völlig gesund zu werden, weigert sie sich. Wie würde nicht eher gehen, bis auch der letzte Soldat gesund wäre.
Mit dem Kriegsende und der nahenden Rückkehr der Krankenschwestern, macht sich das britische Parlament erste Gedanken, wie sie die Arbeit von Florence Nightingale würdigen könnten. Trotz ihres langen Widerstandes gegen ihren Einsatz, den einzig und allein Sidney Herbert durchgesetzt hatte, müssen sie erkennen, dass Nightingale bereits höchste Anerkennung beim britischen Volk erfahren hat und ihr Name in aller Munde ist. Und so will man ihr bei der Ankunft mit dem Schiff in Dover einen Empfang bereiten, der einer Königin in nichts nachstehen soll. Doch Florence trifft heimlich und ganz allein, ohne jedes Aufsehen zu Hause bei ihrer Familie ein. Sie ist verzagt darüber, dass man es sich in England hatte gut gehen lassen, die Männer fern der Heimat ihre Gesundheit und auch ihr Leben geopfert hätten. Sie kann nicht vergessen, dass „9000 Menschen sterben mussten aus Gründen, die wohl hätten vermieden werden können.“ Tag und Nacht würde sie ihr klagen und Jammern hören. Trotzdem hat sie noch Visionen und träumt von Reformen, die bessere Lebensbedingungen für Soldaten im Krieg und für die Verwundeten sichern. Mit dem Tod ihres einzigen verbündeten Sidney Herbert, sieht sie dieses Ziel jedoch in Gefahr.
Nach 40 Jahren ihrer erfolgreichen und zukunftsweisenden Arbeit für die allgemeine Krankenpflege in Form von Veröffentlichungen, eingerichteten Schwesternschulen und Krankenhäusern erhält die mittlerweile 90-jährige Nightingale Florence Nightingale den königlichen Verdienstorden, den ihr Sir Douglass Dawson stellvertretend für König Edward überbringt. Florence ist damit die erste Frau, die diese Auszeichnung erhält.

## Hintergrund
Florence Nightingale – Ein Leben für den Nächsten entstand nach dem Bühnenstück The Lady with a Lamp von Reginald Berkeley.
Der Überlieferung nach besuchte Florence Nightingale jeden Abend die verwundeten Soldaten im Hospital und ihr Anblick mit einer Lampe in der Hand wurde zum Symbol der Hoffnung und der Menschlichkeit:
Ein helles Licht in ihrer Hand
so kennt man sie im ganzen Land.
Die Streiterin der Menschlichkeit,
der Süße und Barmherzigkeit.

### Kritiken
„Herbert Wilcox hat das damals sehr erfolgreiche Bühnenstück über die Begründerin der modernen Krankenpflege zu einem sentimental angehauchten Vehikel für seine Frau Anna Neagle gemacht – seinerzeit ein Star in ihrer Heimat. Der wirkungsvoll, aber etwas naiv und romantisiert erzählte Film ist schön ausgestattet, hat eine hervorragende Besetzung und kann als guter Unterhaltungsfilm überzeugen.“